# Gindanes bora
Gindanes bora är en fjärilsart som beskrevs av Evans 1953. Gindanes bora ingår i släktet Gindanes och familjen tjockhuvuden. Inga underarter finns listade i Catalogue of Life.